# غلامرضا محرابی
غلامرضا محرابی (۲۱ خرداد ۱۳۴۰ – ۲۳ خرداد ۱۴۰۴) سرتیپ سپاه پاسداران انقلاب اسلامی بود. او از سال ۱۳۹۵ تا زمان مرگش در سال ۱۴۰۴ در طول جنگ ایران و اسرائیل به عنوان معاون اطلاعات ستاد کل نیروهای مسلح جمهوری اسلامی ایران خدمت کرد.

## شغل
او در طول هشت سال جنگ ایران و عراق به عنوان فرمانده نظامی خدمت کرد.
در ۲۸ بهمن ۱۳۹۱، محرابی در پاسخ به درخواست برخی از مقامات ایرانی برای شرکت در مذاکرات هسته‌ای با ایالات متحده، اظهار داشت: «اگر عقب‌نشینی کنیم، آنها بیشتر پیشروی خواهند کرد، بنابراین ما مقاومت می‌کنیم. ایران کشوری بزرگ با دارایی‌های فراوان است؛ ارتشی قدرتمند، مردمی باهوش، رهبری قاطع، منابع طبیعی و انرژی فراوان دارد؛ بنابراین، اگر ما حضور داشته باشیم و آگاه باشیم، هیچ اتفاقی نخواهد افتاد.» او همچنین این تصور را که مذاکرات منجر به لغو تحریم‌ها خواهد شد، رد کرد و آن را «دروغ» خواند. به گفته محرابی، «هدف تحریم‌ها این است که مردم را در مقابل مسئولان قرار دهند، اما باید پذیرفت که ما با قدرت مدیریت کرده‌ایم و از این مشکلات عبور کرده‌ایم.»
او در سال ۱۳۹۵ به عنوان معاون اطلاعات ستاد کل نیروهای مسلح جمهوری اسلامی ایران منصوب شد، سمتی که او را در مرکز عملیات اطلاعات نظامی ایران قرار داد.

## مرگ
محرابی در ۲۳ خرداد ۱۴۰۴ در جریان حملات ۱۴۰۴ اسرائیل به ایران کشته شد. این حملات که زیرساخت‌های نظامی و اطلاعاتی را در داخل و اطراف تهران و همچنین سایر مکان‌ها هدف قرار داد، منجر به کشته شدن چندین مقام عالی‌رتبه ایرانی، از جمله محرابی و سرتیپ مهدی ربانی، معاون رئیس عملیات، شد. رسانه‌های دولتی ایران و بیانیه‌های رسمی، محرابی و ربانی را «شهید» توصیف کردند و بر خدمت آنها در طول جنگ ایران و عراق و ارشدیت آنها در نیروهای مسلح تأکید کردند. قرار بود مراسم تشییع جنازه او که در ۷ تیر برگزار شد، به همراه مراسم تشییع جنازه همه فرماندهان ارشد کشته شده در طول جنگ ایران و اسرائیل برگزار شود.